# 赤い州・青い州
| 2012年から2024年までの大統領選挙における州ごとの投票傾向を赤（共和党）と青（民主党）の色比率で表示。 |  | 2024年の大統領選挙における投票傾向を選挙人議席数でスケーリングし表示。 |
| 2012年から2024年までの大統領選挙における州ごとの投票傾向を赤（共和党）と青（民主党）の色比率で表示。 |  | 2024年の大統領選挙における投票傾向を選挙人議席数でスケーリングし表示。 |

赤い州・青い州（あかいしゅう・あおいしゅう）は、アメリカ合衆国の州の近年（特に2000年以降）の大統領選挙における政党支持傾向を示す概念である。共和党を支持する傾向がある州を赤い州（red state）、民主党を支持する傾向がある州を青い州（blue state）と呼ぶ。

## 概要
アメリカ大統領選挙の一般投票（大統領選挙人選出選挙）では、州の全ての選挙人議席を、その州で最多得票の候補陣営が総取りする勝者総取り方式により決定する州がほとんどである。そのため選挙報道では各候補に割り当てられた色により、各州を塗りつぶした地図で選挙結果が報じられてきた。ただ、20世紀末までは必ずしも色割り当ては固定されておらず、民主党候補が勝利した州を赤、共和党候補が勝利した州を青で示すことも普通に行われていた。例えば1996年大統領選挙では、CNN、CBS、ABC、ニューヨーク・タイムズが現行の配色で報道する一方、タイムとワシントン・ポストは民主党候補の勝利した州を赤、共和党候補の勝利した州を青で示していた。しかし、共和党ブッシュ候補が勝利した州を赤、民主党ゴア候補が勝利した州を青として主要メディアの報道番組が共通して色分け表示した2000年大統領選挙の結果確定が遅れ、投票から35日後の確定までの間にこの色分けの図が報道で何度も用いられたことから、共和党・民主党を支持する州をそれぞれ赤い州・青い州と呼ぶようになった。以降は両党をこの色分けで表記することが定着している。
歴史的に、保護貿易主義と自由貿易主義の是非や、奴隷制や人種差別とそれに対する連邦政治による是正の是非に関して、南北州間が激しく対立したが、1970年代以降小康状態にあった。しかしこの2000年大統領選挙に関する紛争を契機に、保守とリベラルの対立激化とその地域性が、かつての南北戦争以来の南北対立の再現のごとく注目されることになった。
同じ州内でも、都市部は民主党、都市近郊から農村部にかけては共和党を支持する傾向もあり、郡ごとに赤い郡・青い郡 (red county, blue county) と色分けすることもある。
また、特定政党への支持傾向の強くない州を紫の州 (purple state)、あるいは激戦州（げきせんしゅう）、スイング・ステート（swing state）と呼ぶ。

### 1984年以降の大統領選挙結果
| 州                                    | アメリカ合衆国大統領選挙                      | アメリカ合衆国大統領選挙                          | アメリカ合衆国大統領選挙                      | アメリカ合衆国大統領選挙          | アメリカ合衆国大統領選挙             | アメリカ合衆国大統領選挙                 | アメリカ合衆国大統領選挙            | アメリカ合衆国大統領選挙            | アメリカ合衆国大統領選挙                    | アメリカ合衆国大統領選挙                | アメリカ合衆国大統領選挙              |
| 州                                    | 1984年                                        | 1988年                                            | 1992年                                        | 1996年                            | 2000年                               | 2004年                                   | 2008年                              | 2012年                              | 2016年                                      | 2020年                                  | 2024年                                |
| 州                                    | ロナルド・レーガン vs. ウォルター・モンデール | ジョージ・H・W・ブッシュ vs. マイケル・デュカキス | ビル・クリントン vs. ジョージ・H・W・ブッシュ | ビル・クリントン vs. ボブ・ドール | ジョージ・W・ブッシュ vs. アル・ゴア | ジョージ・W・ブッシュ vs. ジョン・ケリー | バラク・オバマ vs. ジョン・マケイン | バラク・オバマ vs. ミット・ロムニー | ドナルド・トランプ vs. ヒラリー・クリントン | ジョー・バイデン vs. ドナルド・トランプ | ドナルド・トランプ vs. カマラ・ハリス |
| 選挙勝利者                            | レーガン                                      | ブッシュ                                          | クリントン                                    | クリントン                        | ブッシュ                             | ブッシュ                                 | オバマ                              | オバマ                              | トランプ                                    | バイデン                                | トランプ                              |
| ------------------------------------- | --------------------------------------------- | ------------------------------------------------- | --------------------------------------------- | --------------------------------- | ------------------------------------ | ---------------------------------------- | ----------------------------------- | ----------------------------------- | ------------------------------------------- | --------------------------------------- | ------------------------------------- |
| アラバマ州                            | レーガン                                      | ブッシュ                                          | ブッシュ                                      | ドール                            | ブッシュ                             | ブッシュ                                 | マケイン                            | ロムニー                            | トランプ                                    | トランプ                                | トランプ                              |
| アラスカ州                            | レーガン                                      | ブッシュ                                          | ブッシュ                                      | ドール                            | ブッシュ                             | ブッシュ                                 | マケイン                            | ロムニー                            | トランプ                                    | トランプ                                | トランプ                              |
| アリゾナ州                            | レーガン                                      | ブッシュ                                          | ブッシュ                                      | クリントン                        | ブッシュ                             | ブッシュ                                 | マケイン                            | ロムニー                            | トランプ                                    | バイデン                                | トランプ                              |
| アーカンソー州                        | レーガン                                      | ブッシュ                                          | クリントン                                    | クリントン                        | ブッシュ                             | ブッシュ                                 | マケイン                            | ロムニー                            | トランプ                                    | トランプ                                | トランプ                              |
| カリフォルニア州                      | レーガン                                      | ブッシュ                                          | クリントン                                    | クリントン                        | ゴア                                 | ケリー                                   | オバマ                              | オバマ                              | クリントン                                  | バイデン                                | ハリス                                |
| コロラド州                            | レーガン                                      | ブッシュ                                          | クリントン                                    | ドール                            | ブッシュ                             | ブッシュ                                 | オバマ                              | オバマ                              | クリントン                                  | バイデン                                | ハリス                                |
| コネチカット州                        | レーガン                                      | ブッシュ                                          | クリントン                                    | クリントン                        | ゴア                                 | ケリー                                   | オバマ                              | オバマ                              | クリントン                                  | バイデン                                | ハリス                                |
| デラウェア州                          | レーガン                                      | ブッシュ                                          | クリントン                                    | クリントン                        | ゴア                                 | ケリー                                   | オバマ                              | オバマ                              | クリントン                                  | バイデン                                | ハリス                                |
| ワシントンD.C. · （コロンビア特別区） | モンデール                                    | デュカキス                                        | クリントン                                    | クリントン                        | ゴア                                 | ケリー                                   | オバマ                              | オバマ                              | クリントン                                  | バイデン                                | ハリス                                |
| フロリダ州                            | レーガン                                      | ブッシュ                                          | ブッシュ                                      | クリントン                        | ブッシュ                             | ブッシュ                                 | オバマ                              | オバマ                              | トランプ                                    | トランプ                                | トランプ                              |
| ジョージア州                          | レーガン                                      | ブッシュ                                          | クリントン                                    | ドール                            | ブッシュ                             | ブッシュ                                 | マケイン                            | ロムニー                            | トランプ                                    | バイデン                                | トランプ                              |
| ハワイ州                              | レーガン                                      | デュカキス                                        | クリントン                                    | クリントン                        | ゴア                                 | ケリー                                   | オバマ                              | オバマ                              | クリントン                                  | バイデン                                | ハリス                                |
| アイダホ州                            | レーガン                                      | ブッシュ                                          | ブッシュ                                      | ドール                            | ブッシュ                             | ブッシュ                                 | マケイン                            | ロムニー                            | トランプ                                    | トランプ                                | トランプ                              |
| イリノイ州                            | レーガン                                      | ブッシュ                                          | クリントン                                    | クリントン                        | ゴア                                 | ケリー                                   | オバマ                              | オバマ                              | クリントン                                  | バイデン                                | ハリス                                |
| インディアナ州                        | レーガン                                      | ブッシュ                                          | ブッシュ                                      | ドール                            | ブッシュ                             | ブッシュ                                 | オバマ                              | ロムニー                            | トランプ                                    | トランプ                                | トランプ                              |
| アイオワ州                            | レーガン                                      | デュカキス                                        | クリントン                                    | クリントン                        | ゴア                                 | ブッシュ                                 | オバマ                              | オバマ                              | トランプ                                    | トランプ                                | トランプ                              |
| カンザス州                            | レーガン                                      | ブッシュ                                          | ブッシュ                                      | ドール                            | ブッシュ                             | ブッシュ                                 | マケイン                            | ロムニー                            | トランプ                                    | トランプ                                | トランプ                              |
| ケンタッキー州                        | レーガン                                      | ブッシュ                                          | クリントン                                    | クリントン                        | ブッシュ                             | ブッシュ                                 | マケイン                            | ロムニー                            | トランプ                                    | トランプ                                | トランプ                              |
| ルイジアナ州                          | レーガン                                      | ブッシュ                                          | クリントン                                    | クリントン                        | ブッシュ                             | ブッシュ                                 | マケイン                            | ロムニー                            | トランプ                                    | トランプ                                | トランプ                              |
| メイン州                              | レーガン                                      | ブッシュ                                          | クリントン                                    | クリントン                        | ゴア                                 | ケリー                                   | オバマ                              | オバマ                              | クリントン                                  | バイデン                                | ハリス                                |
| メリーランド州                        | レーガン                                      | ブッシュ                                          | クリントン                                    | クリントン                        | ゴア                                 | ケリー                                   | オバマ                              | オバマ                              | クリントン                                  | バイデン                                | ハリス                                |
| マサチューセッツ州                    | レーガン                                      | デュカキス                                        | クリントン                                    | クリントン                        | ゴア                                 | ケリー                                   | オバマ                              | オバマ                              | クリントン                                  | バイデン                                | ハリス                                |
| ミシガン州                            | レーガン                                      | ブッシュ                                          | クリントン                                    | クリントン                        | ゴア                                 | ケリー                                   | オバマ                              | オバマ                              | トランプ                                    | バイデン                                | トランプ                              |
| ミネソタ州                            | モンデール                                    | デュカキス                                        | クリントン                                    | クリントン                        | ゴア                                 | ケリー                                   | オバマ                              | オバマ                              | クリントン                                  | バイデン                                | ハリス                                |
| ミシシッピ州                          | レーガン                                      | ブッシュ                                          | ブッシュ                                      | ドール                            | ブッシュ                             | ブッシュ                                 | マケイン                            | ロムニー                            | トランプ                                    | トランプ                                | トランプ                              |
| ミズーリ州                            | レーガン                                      | ブッシュ                                          | クリントン                                    | クリントン                        | ブッシュ                             | ブッシュ                                 | マケイン                            | ロムニー                            | トランプ                                    | トランプ                                | トランプ                              |
| モンタナ州                            | レーガン                                      | ブッシュ                                          | クリントン                                    | ドール                            | ブッシュ                             | ブッシュ                                 | マケイン                            | ロムニー                            | トランプ                                    | トランプ                                | トランプ                              |
| ネブラスカ州                          | レーガン                                      | ブッシュ                                          | ブッシュ                                      | ドール                            | ブッシュ                             | ブッシュ                                 | マケイン                            | ロムニー                            | トランプ                                    | トランプ                                | トランプ                              |
| ネバダ州                              | レーガン                                      | ブッシュ                                          | クリントン                                    | クリントン                        | ブッシュ                             | ブッシュ                                 | オバマ                              | オバマ                              | クリントン                                  | バイデン                                | トランプ                              |
| ニューハンプシャー州                  | レーガン                                      | ブッシュ                                          | クリントン                                    | クリントン                        | ブッシュ                             | ケリー                                   | オバマ                              | オバマ                              | クリントン                                  | バイデン                                | ハリス                                |
| ニュージャージー州                    | レーガン                                      | ブッシュ                                          | クリントン                                    | クリントン                        | ゴア                                 | ケリー                                   | オバマ                              | オバマ                              | クリントン                                  | バイデン                                | ハリス                                |
| ニューメキシコ州                      | レーガン                                      | ブッシュ                                          | クリントン                                    | クリントン                        | ゴア                                 | ブッシュ                                 | オバマ                              | オバマ                              | クリントン                                  | バイデン                                | ハリス                                |
| ニューヨーク州                        | レーガン                                      | デュカキス                                        | クリントン                                    | クリントン                        | ゴア                                 | ケリー                                   | オバマ                              | オバマ                              | クリントン                                  | バイデン                                | ハリス                                |
| ノースカロライナ州                    | レーガン                                      | ブッシュ                                          | ブッシュ                                      | ドール                            | ブッシュ                             | ブッシュ                                 | オバマ                              | ロムニー                            | トランプ                                    | トランプ                                | トランプ                              |
| ノースダコタ州                        | レーガン                                      | ブッシュ                                          | ブッシュ                                      | ドール                            | ブッシュ                             | ブッシュ                                 | マケイン                            | ロムニー                            | トランプ                                    | トランプ                                | トランプ                              |
| オハイオ州                            | レーガン                                      | ブッシュ                                          | クリントン                                    | クリントン                        | ブッシュ                             | ブッシュ                                 | オバマ                              | オバマ                              | トランプ                                    | トランプ                                | トランプ                              |
| オクラホマ州                          | レーガン                                      | ブッシュ                                          | ブッシュ                                      | ドール                            | ブッシュ                             | ブッシュ                                 | マケイン                            | ロムニー                            | トランプ                                    | トランプ                                | トランプ                              |
| オレゴン州                            | レーガン                                      | デュカキス                                        | クリントン                                    | クリントン                        | ゴア                                 | ケリー                                   | オバマ                              | オバマ                              | クリントン                                  | バイデン                                | ハリス                                |
| ペンシルベニア州                      | レーガン                                      | ブッシュ                                          | クリントン                                    | クリントン                        | ゴア                                 | ケリー                                   | オバマ                              | オバマ                              | トランプ                                    | バイデン                                | トランプ                              |
| ロードアイランド州                    | レーガン                                      | デュカキス                                        | クリントン                                    | クリントン                        | ゴア                                 | ケリー                                   | オバマ                              | オバマ                              | クリントン                                  | バイデン                                | ハリス                                |
| サウスカロライナ州                    | レーガン                                      | ブッシュ                                          | ブッシュ                                      | ドール                            | ブッシュ                             | ブッシュ                                 | マケイン                            | ロムニー                            | トランプ                                    | トランプ                                | トランプ                              |
| サウスダコタ州                        | レーガン                                      | ブッシュ                                          | ブッシュ                                      | ドール                            | ブッシュ                             | ブッシュ                                 | マケイン                            | ロムニー                            | トランプ                                    | トランプ                                | トランプ                              |
| テネシー州                            | レーガン                                      | ブッシュ                                          | クリントン                                    | クリントン                        | ブッシュ                             | ブッシュ                                 | マケイン                            | ロムニー                            | トランプ                                    | トランプ                                | トランプ                              |
| テキサス州                            | レーガン                                      | ブッシュ                                          | ブッシュ                                      | ドール                            | ブッシュ                             | ブッシュ                                 | マケイン                            | ロムニー                            | トランプ                                    | トランプ                                | トランプ                              |
| ユタ州                                | レーガン                                      | ブッシュ                                          | ブッシュ                                      | ドール                            | ブッシュ                             | ブッシュ                                 | マケイン                            | ロムニー                            | トランプ                                    | トランプ                                | トランプ                              |
| バーモント州                          | レーガン                                      | ブッシュ                                          | クリントン                                    | クリントン                        | ゴア                                 | ケリー                                   | オバマ                              | オバマ                              | クリントン                                  | バイデン                                | ハリス                                |
| バージニア州                          | レーガン                                      | ブッシュ                                          | ブッシュ                                      | ドール                            | ブッシュ                             | ブッシュ                                 | オバマ                              | オバマ                              | クリントン                                  | バイデン                                | ハリス                                |
| ワシントン州                          | レーガン                                      | デュカキス                                        | クリントン                                    | クリントン                        | ゴア                                 | ケリー                                   | オバマ                              | オバマ                              | クリントン                                  | バイデン                                | ハリス                                |
| ウェストバージニア州                  | レーガン                                      | デュカキス                                        | クリントン                                    | クリントン                        | ブッシュ                             | ブッシュ                                 | マケイン                            | ロムニー                            | トランプ                                    | トランプ                                | トランプ                              |
| ウィスコンシン州                      | レーガン                                      | デュカキス                                        | クリントン                                    | クリントン                        | ゴア                                 | ケリー                                   | オバマ                              | オバマ                              | トランプ                                    | バイデン                                | トランプ                              |
| ワイオミング州                        | レーガン                                      | ブッシュ                                          | ブッシュ                                      | ドール                            | ブッシュ                             | ブッシュ                                 | マケイン                            | ロムニー                            | トランプ                                    | トランプ                                | トランプ                              |

### レッドミラージュ・ブルーミラージュ
開票・集計作業の途上における報道で一時的に共和党が優勢な状況になる（最終的に民主党が勝利する）ことをレッドミラージュ（赤い蜃気楼）、逆に開票・集計作業の途上で一時的に民主党が優勢な状況になる（最終的に共和党が勝利する）ことをブルーミラージュ（青い蜃気楼）という。

## 他の用例
イタリアにおける、左翼政権の州を「赤い州」と呼ぶこともある。